# Carlos Sylvestre de Ouro Preto
Carlos Sylvestre de Ouro Preto (* 30. Dezember 1916 in Berlin, Deutschland; † 22. Mai 1985 in Rio de Janeiro) war ein brasilianischer Diplomat.

## Leben
Carlos Sylvestre de Ouro Preto war ein Sohn von Carlos Celso de Ouro Preto. 1937 wurde Carlos Sylvestre de Ouro-Preto zum Konsul dritter Klasse ernannt. Ab 25. Juni 1940 war er Vize-Konsul in Berlin unter Konsul João Navarro da Costa. Am 30. Mai 1942 wurde er vom Konsulat in Berlin an das Konsulat in Porto versetzt. 1943 wurde er am Generalkonsulat in Lissabon beschäftigt.
1949 war er Vorsitzender des Zulassungswettbewerbes zum diplomatischen Dienst. Von 1949 bis 1950 war er bei der Mission bei den Vereinten Nationen beschäftigt. Von 14. Mai 1954 bis 13. April 1955 war er Geschäftsträger in Bogotá. Von 12. Juli 1958 bis Ende 1958 war er Geschäftsträger in Wien. 1960 leitete er die Abteilung Politik des Itamaraty und stellte in einer Denkschrift ein Informationsdefizit bezüglich Afrika fest.
Im Mai 1960 wurde er mit dem Großkomtur in den Verdienstorden der Bundesrepublik Deutschland ausgezeichnet. Von 22. Januar 1962 bis 21. Februar 1966 war er Botschafter in Bonn.
Am 18. November 1966 wurde er mit dem brasilianischen Verdienstorden ausgezeichnet.
Von 12. Juni 1966 bis 20. Januar 1970 war er Botschafter bei António de Oliveira Salazar in Lissabon. Als solcher reiste er vom 7. bis 12. Februar 1967 in die portugiesische Kolonie Angola und empfing einen brasilianischen Marineverband. Dieser demonstrative Schulterschluss mit den Kolonialherren wurde in Angola wahrgenommen.
und als sein Bruder Gil Roberto Fernando de Ouro Preto im August 1975 Ovídio Melo aus Gesundheitsgründen als Geschäftsträger in Maputo ablösen sollte, musste Ovídio Melo der Regierung des Movimento Popular de Libertação de Angola erklären, dass er sich hier um einen anderen Ouro Preto handelt. Am 19. August 1968 wurde Carlos Sylvestre de Ouro Preto mit dem Großkreuz des Ordens des Infanten Dom Henrique ausgezeichnet.
Von 27. Februar 1970 bis 11. Juni 1972 war er Botschafter in Caracas, von 16. Juli 1972 bis 23. November 1979 Botschafter in Bern, von 6. Dezember 1979 bis 9. Dezember 1982  Botschafter in Brüssel und von 9. Dezember 1982 bis 15. Juni 1984 Botschafter in Rom.

## Veröffentlichungen
- Die Allianz für den Fortschritt. Vortrag, Stuttgart, 30. März 1963. In: Institut für Auslandsbeziehungen, Stuttgart, Zeitschrift. 1963, Jg. 13, Heft 2; S. 125–129.